# Белгијски Конго
4° 19′ S 15° 19′ E / 4.317° Ј; 15.317° И
Белгијски Конго (фр. Congo belge; хол. Belgisch-Congo) била је белгијска колонија у средњој Африци, од 1908. до независности 1960. године. Након независности, бивша колонија је усвојила данашње име, Демократска Република Конго (ДРК), 1964. године. 
Колонијална власт у Конгу почела је крајем 19. века. Белгијски краљ Леополд || покушао је да убеди белгијску владу да подржи колонијалну експанзију око тада углавном неискоришћеног басена Конга. Њихова амбивалентност је резултирала тиме да је Леополд сам основао колонију. Уз подршку бројних западних земаља, Леополд је постигао међународно признање Слободне државе Конго 1885.  До краја века, насиље које су званичници Слободне државе користили против аутохтоних Конгоанаца и немилосрдни систем економске експлоатације довели су до интензивног дипломатског притиска на Белгију да преузме званичну контролу над земљом, што је и учинила стварањем Белгијског Конга 1908. 
Белгијска владавина у Конгу била је заснована на „колонијалном тројству” (trinite coloniale) државних, мисионарских и приватних компанија.  Привилеговање белгијских комерцијалних интереса значило је да су се велике количине капитала слиле у Конго и да су се поједини региони специјализовали. У многим приликама су се интереси владе и приватног предузећа уско повезивали, а држава је помагала компанијама да разбију штрајкове и да уклоне друге баријере које је подигло староседелачко становништво.  Колонија је била подељена на хијерархијски организоване административне поделе и вођена је једнообразно према задатој „урођеничкој политици” (политикуе индигене). Ово се разликовало од праксе британске и француске колонијалне политике, која је генерално фаворизовала системе индиректне владавине, задржавајући традиционалне лидере на позицијама власти под колонијалним надзором.
Током 1940-их и 1950-их, Белгијски Конго је доживео опсежну урбанизацију и колонијална администрација је започела различите развојне програме који су имали за циљ да претворе територију у „узорну колонију”.  Један резултат је био развој нове средње класе европеизираних афричких „еволуес” у градовима.  До 1950-их, Конго је имао двоструко већу радну снагу за најам од оне у било којој другој афричкој колонији. 
Године 1960, као резултат широко распрострањеног и све радикалнијег покрета за независност, Белгијски Конго је стекао независност, поставши Република Конго под премијером Патрисом Лумумбом и председником Жозефом Каса-Вубуом. Лоши односи између политичких фракција унутар Конга, континуирано учешће Белгије у пословима Конга и интервенција главних страна (углавном Сједињених Држава и Совјетског Савеза) током Хладног рата довели су до петогодишњег периода рата и политичка нестабилност, позната као криза у Конгу, од 1960. до 1965. године. Ово се завршило преузимањем власти од стране Жозеф-Дезиреа Мобутуа у новембру 1964. 

## Слободна држава Конго
Све до каснијег дела 19. века, мало Европљана се упустило у басен Конга. Прашуме, мочваре и пратећа маларија и друге тропске болести, као што је болест спавања, учиниле су је тешким окружењем за истраживање и експлоатацију Европе. Белгијски краљ Леополд II је 1876. године организовао Међународно афричко удружење уз сарадњу водећих афричких истраживача и подршку неколико европских влада за промоцију истраживања и колонизације Африке. Након што је Хенри Мортон Стенли истражио регион на свом путовању које се завршило 1878. године, Леополд се удварао истраживачу и унајмио га да помогне његовим интересима у региону.
Леополд II је желео да стекне колонију за Белгију чак и пре него што је ступио на престо 1865. Белгијска грађанска влада показала је мало интересовања за снове свог монарха о изградњи царства. Амбициозан и тврдоглав, Леополд је одлучио да се бави овим питањем за свој рачун.
Европско ривалство у Централној Африци довело је до дипломатских тензија, посебно у вези са басеном Конга, на који ниједна европска сила није полагала право. У новембру 1884. Ото фон Бизмарк је сазвао конференцију 14 нација (Берлинска конференција) како би пронашао мирно решење за ситуацију у Конгу. Иако Берлинска конференција није формално одобрила територијалне претензије европских сила у Централној Африци, ипак се сложила око низа правила како би се осигурала подела региона без сукоба. Правила су признавала (између осталог) басен Конга као зону слободне трговине. Али Леополд II је тријумфовао са Берлинске конференције и његова „филантропска” организација једног акционара добила је велики део територије (2.344.000 km²) да буде организована као Слободна држава Конго.
Слободна држава Конго је деловала као корпоративна држава, коју је приватно контролисао Леополд II преко невладине организације, Међународног афричког удружења. Држава је обухватала читаву област данашње Демократске Републике Конго и постојала је од 1885. до 1908. године, када је белгијска влада невољно анектирала то подручје. Под управом Леополда ИИ, Слободна држава Конго је постала хуманитарна катастрофа. Недостатак тачне евиденције отежава квантификацију броја смртних случајева узрокованих немилосрдном експлоатацијом и недостатком имунитета на нове болести које је унео контакт са европским колонистима – попут пандемије грипа 1889–1890, која је изазвала милионе смртних случајева у Европи, укључујући принца Бодуена од Белгије, који је умро 1891. Вилијам Рубинштајн је написао: „У суштини, чини се готово сигурним да су подаци о становништву које је дао Хохшилд нетачни. Наравно, не постоји начин да се утврди број становника Конга пре двадесетог века, а процене од 20 милиона су само нагађања. Већи део унутрашњости Конга био је буквално неистражен, ако не и неприступачан.” Леополдова Force Publique, приватна војска која је терорисала домороце да раде као принудни рад за вађење ресурса, пореметила је локална друштва и убијала и злостављала домороце неселективно. Форце Публикуе се такође укључио у Конго-арапски рат против афричких и арапских робова као што је занзибарски / свахили моћник Типу Тип.
Након Кејсментовог извештаја о злочинима и условима из 1904, европска (укључујући британску) и америчка штампа изложили су јавности услове у Слободној држави Конго почетком 1900-их. Године 1904. Леополд II је био приморан да дозволи међународној парламентарној истражној комисији улазак у Слободну државу Конго. До 1908. притисак јавности и дипломатски маневри довели су до краја личне владавине Леополда ИИ и до анексије Конга као колоније Белгије, познате као „Белгијски Конго”.

## Белгијски Конго
Белгијски парламент је 18. октобра 1908. гласао за припајање Конга као белгијске колоније. Већина социјалиста и радикала одлучно се противила овој анексији и пожњела изборне користи од своје антиколонијалистичке кампање, али неки су веровали да земља треба да припоји Конго и да игра хуманитарну улогу за конгоанско становништво. На крају су се два католичка посланика и половина посланика либерала 
придружила социјалистима у одбацивању колонијалне повеље (четрдесет осам гласова против) и скоро сви католици и друга половина посланика либерала су одобрили повељу (деведесет гласова за и седам уздржаних). Тако је 15. новембра 1908. Белгијски Конго постао колонија Белгијског краљевства. То је било након што је краљ Леополд II одустао од сваке наде да ће искључити огроман регион Конга из контроле владе покушавајући да задржи значајан део Слободне државе Конго као засебну својину круне.
Када је белгијска влада преузела управу 1908. године, ситуација у Конгу се у извесним аспектима побољшала. Заустављена је брутална експлоатација и произвољна употреба насиља, у чему су се истакле неке од концесионара. Заустављен је злочин „црвене гуме”. Члан 3 нове колонијалне повеље од 18. октобра 1908. гласио је да: „Нико не може бити приморан да ради у име и за профит компанија или приватника”, али то није спроведено, а белгијска влада је наставила да намеће принудни рад. аутохтони народ тог подручја, иако мање очигледним методама.
Прелазак из Слободне државе Конго у Белгијски Конго био је прекретница, али је такође обележен знатним континуитетом. Последњи генерални гувернер Слободне државе Конго, барон Вахис, остао је на функцији у Белгијском Конгу, а са њим и већина администрације Леополда II. Док су услови донекле побољшани у односу на владавину краља Леополда, извештаји лекара као што је др Рејнџард показују низак значај који је белгијска влада придавала здравственој заштити и основном образовању домородаца. Отварање Конга и његових природних и минералних богатстава за белгијску економију остало је мотив за колонијалну експанзију.

### Влада
Управљање Белгијским Конгом описано је у Колонијалној повељи из 1908. Извршна власт припадала је белгијском министру колонијалних послова, уз помоћ колонијалног савета (Консеил Колонијал). Обојица су боравили у Бриселу. Белгијски парламент је вршио законодавну власт над Белгијским Конгом.
Највиши представник колонијалне администрације са пребивалиштем у Белгијском Конгу био је генерални гувернер. Од 1886. до 1926. године, генерални гувернер и његова администрација били су постављени у Боми, близу ушћа реке Конго. Од 1923., колонијална престоница се преселила у Леополдвил, око 300 км даље узводно у унутрашњости. У почетку, Белгијски Конго је био административно подељен на четири провинције: Конго-Касаи, Екватеур, Оријентале и Катанга, којима је председавао генерални вицегувернер. Административна реформа из 1932. године повећала је број провинција на шест, док су вицегувернери генералног гувернера „деградирали” на гувернере провинција.
Територијална служба је била права окосница колонијалне управе. Колонија је подељена на четири покрајине (шест после административних реформи 1933). Свака провинција је заузврат била подељена на неколико округа (24 округа за цео Конго), а сваки округ на неколико територија (укупно око 130–150 територија; неке територије су током времена спојене или подељене). Територију је управљао територијални администратор, уз помоћ једног или више помоћника. Територије су даље подељене на бројна „главства”, на чије је чело белгијска администрација поставила „традиционалне поглавице”. Територије којима је управљао један територијални администратор и шачица помоћника често су биле веће од неколико белгијских провинција заједно (цео Белгијски Конго је био скоро 80 пута већи од целе Белгије и био је отприлике двоструко већи од Немачке и Француске заједно). Од територијалног администратора се очекивало да прегледа своју територију и да покрајинској управи подноси детаљне годишње извештаје.
У погледу правног система, постојала су два система: систем европских судова и један аутохтоних судова (трибунаук индигенес). Овим аутохтоним судовима су председавали традиционални поглавице, али су имали само ограничена овлашћења и остали су под чврстом контролом колонијалне администрације. Године 1936. забележено је да је 728 администратора контролисало Конго из Белгије. Белгијанци који живе у Конгу нису имали право гласа у влади, а нису ни Конгоанци. Никаква политичка активност није била дозвољена у Конгу. Јавни ред у колонији је одржавала Форце Публикуе, локално регрутована војска под белгијском командом. Тек 1950-их су метрополитске трупе — тј. јединице регуларне белгијске војске — биле постављене у Белгијском Конгу (на пример у Камини).
Колонијалну државу — и било коју власт коју су вршили белци у Конгу — Конгоанци су често називали була матари („разбијене стене”), једно од имена које је првобитно дао Стенлију. Користио је динамит да би разбио камење док је прокрчио свој пут кроз доњи регион Конга. Термин була матари почео је да означава неодољиву и убедљиву снагу колонијалне државе.

### Међународни сукоби
Белгијски Конго је био директно умешан у два светска рата. Током Првог светског рата, почетни сукоб између Форце Публикуеа и немачке колонијалне војске у Немачкој источној Африци (Тангањика) претворио се у отворени рат са заједничком англо-белгијском инвазијом на немачку колонијалну територију 1916. и 1917. током источноафричке кампање. До 1916. године, белгијски командант Форце Публикуе, генерал-потпуковник Царлес Томбеур, окупио је војску од 15.000 људи уз подршку локалних носилаца – Реиброук је навео да је током рата било позвано не мање од 260.000 домородаца – и напредовао у Кигали (сада главни град Руанде). Кигали је заузет до 6. маја 1916, а војска је наставила да заузме Табору (данас део Танзаније) 19. септембра након тешких борби. Године 1917, након што је Махенге (сада у Танзанији) био освојен, војска Белгијског Конга, која је до сада имала 25.000 људи, окупирала је једну трећину немачке источне Африке.
После Првог светског рата, према Версајском споразуму, Немачка је уступила контролу над западним делом бивше немачке источне Африке Белгији, а Руанда-Урунди ће постати мандатна територија Лиге народа, под белгијском управом. Ове области нису постале део Белгијског Конга. Руанда-Урунди ће касније постати независна као нације Руанде и Бурундија, а делови Немачке источне Африке под контролом Белгије придружиће се нацији Тангањике, а затим Танзанији.
Током Другог светског рата, Белгијски Конго је служио као кључни извор прихода за белгијску владу у егзилу у Лондону након окупације Белгије од стране нациста. Након окупације Белгије од стране Немаца у мају 1940, Белгијски Конго се прогласио лојалним белгијској влади у егзилу у Лондону. Белгијски Конго и остатак слободних белгијских снага подржали су рат на страни савезника у бици за Британију са 28 пилота у РАФ-у (ескадрила 349) и у Краљевским јужноафричким ваздухопловним снагама (350 ескадрила) иу Африци. Форце Публикуе је поново учествовао у савезничким кампањама у Африци. Белгијске конгоанске снаге (са белгијским официрима) посебно су се бориле против италијанске колонијалне војске у италијанској источној Африци, и победиле су у Асоси, Бортају и у опсади Саија под генерал-мајором Аугусте-Едуардом Гиллиаертом током друге источноафричке кампање 1940- 1941. године. Дана 3. јула 1941. године, италијанске снаге (под командом генерала Пјетра Газере) су се предале када су их одсекле Пучке снаге. Конгоанска јединица је такође служила на Далекоисточном театру са британском војском у кампањи за Бурму.

## Економска политика
Економска експлоатација Конга била је један од главних приоритета колонизатора. Важан алат је била изградња железнице за отварање минералних и пољопривредних области.

### Први светски рат
Гума је дуго била главни извозни производ Белгијског Конга, али је њен значај пао почетком 20. века са 77% извоза (по вредности) на само 15% пошто су британске колоније у југоисточној Азији попут Британске Малаје почеле да узгајају каучук. Експлоатисани су нови ресурси, посебно рударство бакра у провинцији Катанга. Унион Миниере ду Хаут-Катанга у белгијском власништву, који ће постати доминантан у рударству бакра, користио је директну железничку линију до мора у Беири. Први светски рат повећао је потражњу за бакром, а производња је порасла са 997 тона 1911. на 27.462 тоне 1917. године, а затим је пала на 19.000 тона 1920. године. У Лубумбашију су радиле топионице. Пре рата бакар је продат Немачкој; али Британци су откупили сву ратну производњу, а приходи су ишли белгијској влади у егзилу. Експлоатација дијаманата и злата такође се проширила током рата. Британска фирма Левер Брос је увелико проширила посао са палминим уљем током рата, а производња какаа, пиринча и памука се повећала. Отворене су нове железничке и паробродске линије како би се могао носити са проширеним извозним саобраћајем. Током Првог светског рата (1914–1918) уведен је систем „обавезне култивације” (цултс облигатоирес), који је приморао конгоанске сељаке да узгајају одређене готове усеве (памук, кафа, кикирики) намењене као роба за извоз. Територијални администратори и државни агрономи имали су задатак да надгледају и по потреби санкционишу оне сељаке који су избегавали омражену обавезну обраду.

### Међуратни период
Два различита периода улагања у економску инфраструктуру Конга издвајају се током периода белгијске владавине: 1920-их и 1950-их.
Белгијска влада је 1921. обезбедила 300 милиона франака зајмова Белгијском Конгу, за финансирање јавних инфраструктурних пројеката као 
подршку процвату приватних компанија у колонији. Белгијска влада је такође приватизовала многе компаније у државном власништву које су биле активне у колонији (рудници Кило-Мото...). Након Првог светског рата, приоритет је дат инвестицијама у транспортну инфраструктуру (као што су железничке линије између Матадија и Леополдвила и Елисабетвила и Порт Францки). Од 1920. до 1932. 2.450 км пруга. Влада је такође уложила велика средства у лучку инфраструктуру у градовима Бома, Матади, Леополдвил и Кокилхатвил. Струја и водовод у главним градовима су такође финансирани. Изграђени су аеродроми и финансирана је телефонска линија која је повезивала Брисел са Леополдвилом. Влада је чинила око 50% инвестиција у Белгијском Конгу; комерцијална предузећа су чинила осталих 50%. Рударска индустрија — са Унион Миниере ду Хаут Катанга (УМХК) као главним играчем — привукла је већину приватних инвестиција (бакар и кобалт у Катанги, дијаманти у Касаију, злато у Итури). Ово је омогућило, посебно, белгијском Социете Генерале- у да изгради економску империју у Белгијском Конгу. Огромне профите су генерисале приватне компаније и великим делом су се преносиле европским и другим међународним акционарима у виду дивиденди.
Током економског процвата 1920-их, многи младићи из Конга напустили су своја често осиромашена сеоска села и запошљавали се у компанијама које су се налазиле у близини градова; популација Киншасе се скоро удвостручила од 1920. до 1940. године, а популација Елизабетвила је порасла са приближно 16.000 1923. на 33.000 1929. Неопходну радну снагу регрутовале су специјализоване фирме за запошљавање (Роберт Виллиамс & Цо, Боурсе ду Траваил Касаи,..), а у неким случајевима су га подржавале владине канцеларије за запошљавање (Оффице де Траваил-Оффитра,..). У Катанги су главну радну снагу чинили сезонски радници мигранти из Тангањике, Анголе, Северне Родезије, а после 1926. и из Руанде-Урунди.
У многим случајевима, ова огромна миграција радне снаге утицала је на економску одрживост руралних заједница: многи фармери су напустили своја села, што је резултирало недостатком радне снаге у овим областима. Да би се супротставила овим проблемима, колонијална влада је користила максималне квоте „способних радника” које су могле бити регрутоване из свих области у Белгијском Конгу. На овај начин у рудницима бакра на слабо насељеном југу (Катанга) запослено је десетине хиљада радника из густо насељених подручја. И у пољопривреди је колонијална држава наметнула драстичну рационализацију производње. Држава је преузела такозвана „празна земљишта” (земљиште које локално становништво није директно користило) и прерасподелила територију европским компанијама, појединачним белим земљопоседницима (цолонс) или мисијама. На тај начин се развила екстензивна плантажна привреда. Производња палминог уља у Конгу порасла је са 2.500 тона 1914. на 9.000 тона 1921. и на 230.000 тона 1957. године. Производња памука је порасла са 23.000 тона 1932. на 127.000 1939.
Мобилизација афричке радне снаге у капиталистичкој колонијалној економији одиграла је кључну улогу у ширењу употребе новца у Белгијском Конгу.Основна идеја је била да развој Конга не сносе белгијски порески обвезници, већ сами Конгоанци. Колонијална држава је морала да буде у могућности да наплаћује порезе у новцу на Конгоанце, тако да је било важно да они могу зарадити новац продајом својих производа или свог рада у оквиру колонијалне економије.
Економски процват 1920-их претворио је Белгијски Конго у једног од водећих произвођача руде бакра широм света. Само 1926. године Унион Миниере је извезао више од 80.000 тона руде бакра, од чега велики део за прераду у Хобокену (Белгија). Године 1928. краљ Алберт И је посетио Конго да би отворио такозвани „воие натионал” који је повезивао рударски регион Катанге железницом (до луке Франки) и речним транспортом (од луке Франки до Леополдвила) са атлантском луком Матади.

### Велика депресија
Велика депресија из 1930-их је озбиљно утицала на извозно засновану економију Белгијског Конга због пада међународне потражње за сировинама и пољопривредним производима (на пример, цена кикирикија је пала са 1,25 франака на 25 центи (центи)). У неким областима, као у рударском региону Катанга, запосленост је опала за 70%. У целој земљи, најамна радна снага се смањила за 72.000 и многи такви радници су се вратили у своја села. У Леополдвилу се становништво смањило за 33%, због ове радне миграције. У циљу побољшања услова на селу, колонијална влада је развила такозвани „програм аутотоног сељаштва”, који је имао за циљ да подржи развој јачег унутрашњег тржишта које је мање зависило од флуктуација извозне тражње, али и да се бори против погубних ефеката. ерозије и исцрпљивања земљишта изазване обавезном шемом култивације. Ова политика је почела да се спроводи у великим размерама широм Конга после Другог светског рата, од стране колонијалне владе. Шема је имала за циљ да модернизује аутохтону пољопривреду додељивањем земљишних парцела појединачним породицама и пружањем државне подршке у виду одабраног семена, агрономских савета, ђубрива, итд. Национални институт за агрономске студије Белгијског Конга, основана 1934. године, са својим великим експерименталним пољима и лабораторијама у Јангамбеу, играла је важну улогу у селекцији усева и популаризацији агрономских истраживања и знања.

### Други светски рат
Током Другог светског рата, индустријска производња и пољопривредна производња су драстично порасли. Становништво Конга је поднијело највећи терет „ратних напора” – на примјер, кроз јачање обавезне политике узгоја. Након што је Малаја пала у руке Јапанаца (јануара 1942), Белгијски Конго је постао стратешки добављач гуме за савезнике. Белгијски Конго је постао један од највећих извозника уранијума у САД током Другог светског рата (и Хладног рата), посебно из рудника Шинколобве. Колонија је обезбедила уранијум који је користио Пројекат Менхетн, укључујући атомске бомбе бачене на јапанске градове Хирошиму и Нагасаки 1945.

### После Другог светског рата
После Другог светског рата, колонијална држава је постала активнија у економском и друштвеном развоју Белгијског Конга. Белгијска влада је 1949. године покренула амбициозни десетогодишњи план. Ставља акценат на изградњу кућа, снабдевање енергијом, рурални развој и здравствену инфраструктуру. Десетогодишњим планом започела је деценија снажног привредног раста, од које су по први пут Конгоанци почели да имају велике користи. Истовремено, привреда се проширила и број белгијских држављана у земљи се више него удвостручио, са 39.000 1950. на више од 88.000 до 1960. године.
Белгија је 1953. године дала Конгоанцима право – по први пут – да купују и продају приватну имовину на своје име. Током 1950-их, у главним градовима (Леополдвиле, Елисабетхвиле, Станлеивиле и Лулуабоург) појавила се средња класа Конга, у почетку скромна, али у сталном порасту.
Дошло је до брзог политичког развоја, изазваног афричким аспирацијама, последњих година 1950-их, који је кулминирао општим изборима у Белгијском Конгу 1960. године.

## Цивилизаторска мисија
Оправдања за колонијализам у Африци, узимајући као датост да су племенски ратови, канибализам, људске жртве, приказивање људских трофеја, бигамија и друге „примитивне” праксе биле уобичајено место, које се често позивало као кључ аргументују цивилизацијски утицај европске културе. Цивилизаторска мисија у Конгу ишла је руку под руку са економским и образовним развојем. Прелазак на католичанство, основно образовање у западном стилу и побољшана здравствена заштита били су сами по себи циљеви, али су у исто време помогли да се оно што су Европљани сматрали примитивним друштвом трансформише у западни капиталистички модел, у којем су радници који су били дисциплиновани и здрава и која је научила да чита и пише, могла би се асимиловати на тржиште рада. Неке од првих значајних мисија у Африку водили су Дејвид Ливингстон и Џон М. Спрингер током касног 19. века до почетка 20. века.

### Образовање
Образовним системом је доминирала Католичка црква — као што је то био случај са остатком Белгије у то време — и, у неким ретким случајевима, протестантске цркве. Наставни планови и програми одражавали су хришћанске и западне вредности. Чак и 1948. године, 99,6% образовних установа водиле су хришћанске мисије. Домородачко школовање било је углавном верско и стручно. Деца су добила основно образовање као што је учење читања, писања и нешто математике. Белгијски Конго је био једна од ретких афричких колонија у којима су се локални језици (киконго, лингала, чилуба и свахили) предавали у основној школи. Чак и тако, језичка политика и колонијална доминација често су ишли руку под руку, о чему сведочи преференција која се даје лингалу — полувештачком језику који се шири кроз своју уобичајену употребу у Форце Публикуеу — над локалним (али и старијим) аутохтоним језицима као што су као Ломонго и други. Године 1940. стопа школовања деце између 6 и 14 година била је 12%, а 1954. достигла је 37%, што је једна од највиших стопа у подсахарској Африци. Средње и високо образовање за староседелачко становништво није било развијено све до релативно касног колонијалног периода. Црна деца, у малом броју, почела су да се примају у европске средње школе од 1950. године. Први универзитет у Белгијском Конгу, католички језуитски универзитет Лованиум, у близини Леополдвила, отворио је своја врата за црно-беле студенте 1954. године. Пре оснивања Лованијума, Католички универзитет у Лувену је већ водио више института за високо образовање у Белгијском Конгу. Фомулац (Фондатион медицале де л'университе де Лоуваин ау Цонго), основан је 1926. године, са циљем формирања конгоанског медицинског особља и истраживача специјализованих за тропску медицину. Године 1932. Католички универзитет у Лувену је основао Кадулак (Центрес агрономикуес де л'университе де Лоуваин ау Цонго) у Кисантуу. Кадулац је био специјализован за пољопривредне науке и формирао је основу за оно што је касније постало Универзитет Лованијум. Године 1956. основан је државни универзитет у Елисабетвилу. Напредак је ипак био спор; до краја 1950-их, ниједан Конгоанац није унапређен изнад чина подофицира у Форце Публикуеу, нити на одговорно место у администрацији (као што је шеф бироа или територијални администратор).
Крајем 1950-их, 42% младих школског узраста било је писмено, што је Белгијски Конго ставило далеко испред било које друге земље у Африци у то време. Године 1960. у школе широм Белгијског Конга било је уписано 1.773.340 ученика, од чега 1.650.117 у основне школе, 22.780 у послеосновне школе, 37.388 у средње школе и 1.445 у универзитетско и високо образовање. Од ових 1.773.340 ученика, већина (1.359.118) је била уписана у католичке мисионарске школе, 322.289 у протестантске мисионарске школе и 68.729 у образовне установе које је организовала држава.

### Здравство
Здравствену заштиту су у великој мери подржавале мисије, иако је колонијална држава показивала све већи интерес. Године 1906. у Бриселу је основан Институт за тропску медицину. ИТМ је био, и још увек јесте, један од водећих светских института за обуку и истраживање тропске 
медицине и организације здравствене заштите у земљама у развоју. Ендемске болести, као што је болест спавања, готово су елиминисане кроз велике и упорне кампање. Године 1925. медицински мисионар др Артур Луис Пајпер био је прва особа која је употребила и донела трипарсамид, лек Рокфелерове фондације за лечење болести спавања, у Конго. Инфраструктура здравствене заштите се стално ширила током колонијалног периода, са релативно високом доступношћу болничких кревета у односу на становништво и са амбулантама постављеним у најудаљенијим регионима. Године 1960. земља је имала медицинску инфраструктуру која је далеко надмашила било коју другу афричку нацију у то време. Белгијски Конго је имао 3.000 здравствених установа, од којих су 380 биле болнице. На 1000 становника долазило је 5,34 болничких кревета (1 на 187 становника). Велики напредак постигнут је и у борби против ендемских болести; број пријављених случајева болести спавања порастао је са 34.000 случајева у 1931. на 1.100 случајева у 1959. години, углавном искорењивањем муве цеце у густо насељеним подручјима. Сви Европљани и Конгоанци у Белгијском Конгу примили су вакцину против дечије парализе, малих богиња и жуте грознице. Уведени су велики програми превенције болести са циљем искорењивања полиомијелитиса, лепре и туберкулозе. У основним школама спроведене су кампање превенције болести, а наставни програм је био и часови превенције болести.

### Друштвена неједнакост и расна дискриминација
Постојао је „имплицитни апартхејд”. Колонија је имала полицијски час за становнике градова Конга, а слична расна ограничења су била уобичајена. Леополдвилов систем расистичког полицијског часа био је посебно приметан и коришћен је као нацрт у другим европским колонијама, као што је оближња Француска Екваторијална Африка. Иако није било посебних закона који намећу расну сегрегацију и 
забрањују црнцима да улазе у установе у које посећују белци, де фацто сегрегација је деловала у већини области. На пример, у почетку су градски центри били резервисани само за бело становништво, док је црно становништво било организовано у цитес индигенес (аутохтоне четврти зване „ле белге”). Болнице, робне куће и други објекти често су били резервисани или за белце или црнце. У Форце Публикуеу црнци нису могли да пређу чин подофицира. Ова врста сегрегације почела је постепено да нестаје тек 1950-их, али и тада су Конгоанци остали или су се осећали третирани у многим аспектима као грађани другог реда (на пример у политичком и правном смислу).
Због блиске међусобне повезаности између економског развоја и „цивилизацијске мисије”, и због тога што су у пракси државни званичници, мисионари и руководиоци приватних компанија увек пружали руку једни другима, појавила се слика да је Белгијским Конгом управљао „колонијално тројство” Краљ-Црква-Престоница, које обухвата колонијалну државу, хришћанске мисије и Социете Генерале де Белгикуе.
Патерналистичка идеологија која подржава колонијалну политику сажета је у фразу коју је употребио генерал-гувернер Пјер Рикманс (1934–46): Dominier pour servir („Доминирај да би служио”). Колонијална влада је желела да пренесе слике добронамерне администрације без сукоба и Белгијског Конга као праве колоније за узор. Тек 1950-их овај патерналистички став је почео да се мења. Током 1950-их најеклатантније дискриминаторске мере усмерене на Конгоанце постепено су повучене (међу њима: телесно кажњавање помоћу чикота који се плашио — португалска реч за бич). Од 1953. године, а још више након тријумфалне посете краља Бодуена колонији 1955. године, генерални гувернер Леон Петијон (1952–1958) је радио на стварању „белгијско-конгоанске заједнице”, у којој је требало да се лече црнци и белци. као једнаки. Без обзира на то, закони против мицегенације остали су на снази, а између 1959. и 1962. године белгијска влада и Католичка црква присилно су депортовале хиљаде деце мешане расе из Конга из Конга и одвеле их у Белгију.
Године 1957. одржани су први општински избори отворени за црне гласаче у неколицини највећих градова — Леополдвил, Елисабетвил и Жадовил.

## Отпор
Опозиција Конга против колонијализма била је континуирана, трајна и имала је много различитих облика. То је постало вероватније како су се шириле модерне идеје и образовање. Оружани устанци су се дешавали спорадично и локализовани отприлике до краја Другог светског рата (нпр. побуна Пендеа 1931, побуна у Лулуабургу 1944.). Од краја Другог светског рата до касних 1950-их, преовладавало је доба онога што је колонијална пропаганда називала „Пак белгица”. Све до краја колонијалне владавине 1960. године, пасивни облици отпора и изрази антиколонијалне субкултуре су ипак били многоструки и распрострањени (нпр. Кимбангвизам, по „пророку” Симону Кимбангуу, кога су Белгијанци затворили).
Осим активног и пасивног отпора међу Конговцима, колонијални режим је током времена изазвао и унутрашњу критику и неслагање. Већ 1920-их, одређени чланови колонијалног савета у Бриселу (међу њима и Октав Лоуерс) изнели су критике у вези са често бруталним методама запошљавања које користе велике компаније у рударским окрузима. Стагнација раста становништва у многим окрузима — упркос спектакуларним успесима у борби против ендемских болести као што је болест спавања — била је још један разлог за забринутост. Ниска стопа наталитета на селу и депопулација одређених подручја обично се приписују нарушавању традиционалног живота заједнице као резултат миграције присилног рада и обавезног узгоја. Често се јављало да је то била поента политике и указивало се на повећање становништва у градовима, као и на побољшање здравља и животног века захваљујући савременој медицини и условима живота. Многи мисионари који су били у свакодневном контакту са сељанима из Конга, у срцу су прихватили свој тежак положај у транзицији и понекад су интервенисали у њихово име код колонијалне администрације (на пример у питањима земљишне својине).
Мисије и одређени територијални администратори такође су играли важну улогу у проучавању и очувању конгоанских културних и језичких традиција и артефаката. Један од многих примера је онај оца Густафа Хулстерта (1900–1990), који је 1937. године створио часопис Аекуаториа посвећен лингвистичком, етнографском и историјском проучавању народа Монго у централном басену Конга. Колонијална држава се заинтересовала за културно и научно проучавање Конга, посебно после Другог светског рата, кроз стварање Института поур ла Рецхерцхе Сциентификуе ен Африкуе Централе (ИРСАЦ, 1948).

## Пут ка независности
Почетком 1950-их, политичка еманципација конгоанских елита, а камоли маса, изгледала је као далеки догађај. Али било је јасно да Конго не може заувек остати имун на брзе промене које су, после Другог светског рата, дубоко утицале на колонијализам широм света. Независност британских, француских и холандских колонија у Азији убрзо након 1945. године имала је мало непосредног ефекта у Конгу, али је притисак Уједињених нација на Белгију (као и на друге колонијалне силе) порастао. Белгија је ратификовала члан 73 Повеље Уједињених нација, који је заговарао самоопредељење, а обе суперсиле су извршиле притисак на Белгију да реформише своју политику у Конгу; белгијска влада је покушала да се одупре ономе што је описала као 'мешање' у њену колонијалну политику.
Колонијалне власти су разговарале о начинима за побољшање ситуације Конга. Од 1940-их, колонијална влада је експериментисала на веома скроман начин са давањем више грађанских права ограниченој елити такозваних еволуес, задржавајући евентуалну перспективу ограниченог политичког утицаја. У том циљу „заслужни” Конгоанци могли би да поднесу захтев за доказ „грађанске заслуге”, или, корак даље, „нематрицулатион” (регистрацију), односно званични доказ њихове асимилације са европском цивилизацијом. Да би стекао овај статус, подносилац представке је морао да испуни строге услове (моногамни брак, доказ о добром понашању, итд.) и да се подвргне строгим контролама (укључујући кућне посете). Ова политика је била неуспешна. До средине 1950-их било је у најбољем случају неколико хиљада Конгоанаца који су успешно стекли диплому грађанских заслуга или су добили „безобразлук”. Наводне користи везане за то – укључујући једнак правни статус са белим становништвом – често су се показале више теоријом него стварношћу и довеле до отворене фрустрације код еволуеа. Када је генерал-гувернер Петијон почео да говори о давању домородачком народу више грађанских права, чак и права гласа, да створи оно што је назвао „белго-конгоанска заједница”, његове идеје су наишле на равнодушност Брисела и често отворено непријатељство неких од Белгијанци у Конгу, који су се плашили за своје привилегије.
Постало је све очигледније да белгијској влади недостаје стратешка дугорочна визија у односу на Конго. 'Колонијални послови' нису изазвали велико интересовање или политичку дебату у Белгији, све док се чинило да колонија напредује и мирна. Значајан изузетак био је млади краљ Бодуен, који је наследио свог оца, краља Леополда ИИИ, под драматичним околностима 1951, када је Леополд ИИИ био приморан да абдицира. Бодуен се веома заинтересовао за Белгијски Конго.
Током своје прве државне посете Белгијском Конгу 1955. године, краља Бодуена је одушевљено дочекала навијачка гомила белаца и црнаца, као што је приказано у документарном филму Андреа Ковина, Бвана Китоко. Страни посматрачи, попут међународног дописника Манчестер Гардијан или новинара Тиме-а, су приметили да је белгијски патернализам „изгледао да функционише”, и супротставили су наизглед лојалне и ентузијастичне колонијалне поданике Белгије са немирним француским и британским колонијама. Поводом своје посете, краљ Бодуен је отворено подржао визију генералног гувернера о „белго-конгоанској заједници”; али, у пракси, ова идеја је споро напредовала. Истовремено, идеолошка и језичка питања у Белгији која су се до сада успешно држала по страни, почела су да погађају и Конго. То је укључивало пораст синдикализма међу радницима, позив јавним (државним) школама да разбију монопол мисија на образовање и позив на једнак третман у колонији оба белгијска национална језика: француског и холандског. До тада је француски био промовисан као јединствен колонијални језик. Генерални гувернер се плашио да ће таква питања која изазивају поделе поткопати ауторитет колонијалне владе у очима Конга, а истовремено ће скренути пажњу са хитније потребе за истинском еманципацијом.

### Политичка организација
Учешће Конга у Другом светском рату и вести о променама у другим колонијама резултирале су њиховим организовањем да добију већу моћ. Као резултат неспособности колонијалне владе да уведе радикалне и кредибилне промене, конгоанске елите су почеле да се организују друштвено, а убрзо и политички. Током 1950-их, међу конгоанским елитама појавила су се два изразито различита облика национализма. Националистички покрет — на који су белгијске власти у извесној мери затварале очи — промовисао је територијални национализам, у којем ће Белгијски Конго постати једна политички уједињена држава након независности.
Насупрот томе био је етно-религијски и регионални национализам који је завладао на територијама Баконго на западној обали, Касаи и Катанга. Прве политичке организације биле су овог другог типа. АБАКО, основан 1950. године као Ассоциатион цултурелле дес Баконго, на чијем је челу био Џозеф Каса-Вубу, у почетку је било културно удружење које је убрзо постало политичко. Од средине 1950-их постао је гласни противник белгијске колонијалне владавине. Поред тога, организација је наставила да служи као главна етно-религијска организација за Баконго и постала је блиско повезана са Кимбангвистичком црквом, која је била изузетно популарна у доњем Конгу.
Године 1955, белгијски професор Антоан ван Билсен објавио је расправу под називом Тридесетогодишњи план за политичку еманципацију белгијске Африке. Распоред је захтевао постепену еманципацију Конга у периоду од 30 година — време које је Ван Билсен очекивао да ће бити потребно да се створи образована елита која би могла да замени Белгијанце на позицијама моћи. Белгијска влада и многи од еволуеа били су сумњичави према плану - први јер је на крају значио одустајање од Конга, а други зато што ће Белгија наставити да влада још три деценије. Група католичких еволуеја позитивно је одговорила на план умереним манифестом у конгоанском часопису под називом Цонсциенце Африцаине ; покренули су питања о обиму учешћа Конга.
Године 1957., експериментално, колонијална влада је организовала прве општинске изборе у три урбана центра (Леополдвилле, Елисабетхвилле и Јадотвилле), на којима је Конгоанима било дозвољено да се кандидују и дају свој глас. Догађаји 1957–58 довели су до наглог убрзања захтева за политичком еманципацијом. Независност Гане 1957. и посета председника Де Гола у августу 1958. Бразавилу, главном граду француског Конга, са друге стране реке Конго у Леополдвилу, у којој је француским афричким колонијама обећао слободан избор између континуираног удруживања. са Француском или пуном независношћу, пробудио амбиције у Конгу. Светска изложба организована у Бриселу 1958. године (Екпо 58) показала је да је још једном отворила очи многим конгоанским лидерима, којима је први пут дозвољено да путују у Белгију.
Године 1958. захтеви за независношћу су се брзо радикализовали и добили на замаху. Кључну улогу одиграо је Национални конголански покрет (МНЦ). Прво основана 1956. године, МНЦ је основана октобра 1958. као национална политичка партија која је подржавала циљ унитарне и централизоване нације Конга. Њен најутицајнији вођа био је харизматични Патрис Лумумба. Године 1959, Алберт Калоњи и други лидери МНК су подстакли унутрашњи поделе који су фаворизовали умеренији политички став (отцепљена група се сматрала Националним покретом Конгола-Калоњи). Упркос организационој дивергенцији странке, Лумумбина левичарска фракција (сада Покрет Натионал Цонголаис-Лумумба) и МНК су се заједно етаблирали као далеко најважнија и најутицајнија партија у Белгијском Конгу. Белгија се жестоко противила Лумумбиним левичарским ставовима и имала је озбиљну забринутост у вези са статусом својих финансијских интереса уколико Лумумбина МНЦ добије власт.

### Независност
Док је белгијска влада расправљала о програму за постепено проширење политичке еманципације конгоанског становништва, захватили су је догађаји. 4. јануара 1959. забрањене политичке демонстрације које је у Леополдвилу организовао АБАКО измакле су контроли. У исто време, колонијална престоница је била у рукама опсежних нереда. Властима је требало неколико дана да заведу ред и, по најконзервативнијим проценама, неколико стотина је умрло. Ерупција насиља изазвала је шок у Конгу и Белгији. Краљ Бодуен се 13. јануара обратио нацији преко радија и изјавио да ће Белгија радити на пуној независности Конга „без одлагања, али и без неодговорне наглости”.
Не обавезујући се на одређени датум за независност, влада премијера Гастона Ејскенса је имала на уму вишегодишњи прелазни период. Мислили су да ће се покрајински избори одржати у децембру 1959. године, национални избори 1960. или 1961. године, након чега ће административне и политичке одговорности постепено бити пренете на Конгоанце, у процесу који ће вероватно бити завршен средином 1960-их. На терену су се околности мењале много брже. Колонијална администрација је све више виђала различите облике отпора, као што је одбијање плаћања пореза. У неким регионима је претила анархија. Истовремено, многи Белгијанци који живе у Конгу противили су се независности, осећајући се изданим од стране Брисела. Суочена са радикализацијом конгоанских захтева, влада је видела да се шансе за постепену и пажљиво планирану транзицију брзо смањују.
Краљ Бодуен је 1959. године поново посетио Белгијски Конго, проналазећи велики контраст са његовом посетом од пре четири године. По доласку у Леополдвилле, гађали су га камењем црни грађани Белго-Конга који су били љути због затварања Лумумбе, осуђеног због хушкања на колонијалну власт. Иако је Бодуенов пријем у другим градовима био знатно бољи, узвици „Vive le roi!” су често праћени „Independance immediate!” Белгијска влада је желела да избегне да буде увучена у узалудан и потенцијално веома крвав колонијални рат, као што се десило Француској у Индокини и Алжиру, или Холандији у Индонезији. Из тог разлога, била је склона да попусти пред захтевима за моменталном независношћу које су изнели конгоански лидери. Упркос недостатку припреме и недовољном броју образоване елите (у то време било је само неколико Конгоанаца са факултетском дипломом), белгијски лидери су се надали да могу да поднесу оно што су рекли да желе и одлучили су да им то дозволе. Ово је постало познато као „Le Pari Congolais”—конгоанска опклада.
У јануару 1960. године, политички лидери Конга су позвани у Брисел да учествују на конференцији за округлим столом на којој се расправљало о независности. Патрис Лумумба је том приликом пуштен из затвора. Конференција се изненађујуће брзо сложила да Конговцима испуни практично све њихове захтеве: општи избори који ће се одржати у мају 1960. и пуна независност — „Дипенда” — 30. јуна 1960. Ово је био одговор на снажан уједињени фронт који је поставила делегација Конга.
Политичко маневрисање уочи избора резултирало је појавом три политичка савеза: коалиције федералистичких националиста коју чини шест сепаратистичких партија или организација, од којих су две биле АБАКО и МНК—Калоњи ; централистички МНЦ—Лумумба ; и Моиса Чомбеа, моћног човека Катанге, који је желео да сачува економску виталност свог подручја и пословне интересе Унион Миниере (као што је Калоњи урадио у погледу експлоатације дијаманата у Касаи). Парламентарни избори су резултирали подељеним политичким пејзажом, при чему су и регионалистичке фракције — међу којима је главни АБАКО — и националистичке странке као што је МНЦ, добро пословале. Дошло је до компромисног аранжмана, при чему је Каса-вубу постао први председник Републике Конго, а Лумумба њен први шеф владе. Како је планирано тек пет месеци раније, церемонија примопредаје од стране Белгијанаца одржана је на време 30. јуна 1960. у новој резиденцији генералног гувернера Белгијског Конга у Леополдвилу.
Недељу дана касније, избила је побуна унутар Форце Публикуе против њених официра, који су још увек били претежно Белгијанци. Ово је био катализатор за немире који су настали широм Конга, углавном подстакнути незадовољним војницима и радикализованом омладином. У многим областима, њихово насиље је посебно усмерено на европске жртве. За неколико недеља, белгијска војска, а касније и интервентне снаге Уједињених нација, евакуисале су највећи део од више од 80.000 Белгијанаца који су још увек радили и живели у Конгу.

## Конгоанска криза и последице
Побуна која је започела у Тисвилу у Доњем Конгу у јулу 1960. брзо се проширила на остатак Конга. У септембру 1960. лидери су се поделили, а председник Каса-Вубу је прогласио премијера Лумумбу смењеним са својих функција, и обрнуто. Застој је окончан владиним хапшењем Лумумбе. Јануара 1961. пребачен је авионом у богату рударску провинцију Катангу, која је до тада прогласила сецесију од Леополдвила под вођством Моиза Чомбеа (уз активну подршку Белгије). Лумумба је предат катанганским властима, које су га погубили.
Белгија се 2002. званично извинила за своју улогу у атентату на Лумумбу; о ЦИА се дуго спекулисало о саучесништву, јер су видели да је Лумумбина политика превише лева. Совјетски Савез је током година Хладног рата био активан у ширењу свог утицаја у Африци против европских сила, дајући „антиколонијализам” као разлог за повећање своје моћи у региону. Чинило се да је низ побуна и сепаратистичких покрета разбио сан о унитарној конгоанској држави при њеном рођењу. Иако је нација била независна, белгијски падобранци су интервенисали у Конгу у различитим приликама да заштите и евакуишу белгијске и међународне грађане. Уједињене нације су одржавале велику операцију очувања мира у Конгу од краја 1960. надаље. Ситуација се није стабилизовала све до 1964–65. Провинција Катанга је поново апсорбована и такозвана побуна Симба је окончана у Стенливилу (провинција Оријентале). Убрзо након тога војни пуковник Жозеф Дезире Мобуту је окончао политички ћорсокак тако што је преузео власт државним ударом.
Мобуту је имао одређену подршку на Западу, а посебно у Сједињеним Државама, због свог снажног антикомунистичког става. У почетку је његова владавина фаворизовала консолидацију и економски развој (нпр. изградњом бране Инга која је била планирана 1950-их). Да би се дистанцирао од претходног режима, покренуо је кампању конгоанске „аутентичности”. Влада је напустила употребу колонијалних назива места 1966: Леополдвил је преименован у Киншаса, Елисабетвил у Лубумбаши, Стенвил у Кисангани. Током овог периода, Конго је углавном одржавао блиске економске и политичке везе са Белгијом. Одређена финансијска питања су остала нерешена након независности (тзв. „цонтентиеук”), на пример, пренос акција у великим рударским компанијама које је директно држала колонијална држава. Краљ Бодуен је 1970. године, поводом десете годишњице независности, боравио у званичној државној посети Конгу.
Мобутуов режим постао је радикалнији током 1970-их. Популаире де ла Револутион (МПР), чији је Мобуту био председник-фондатеур, чврсто је успоставио једнопартијску власт. Политичка репресија се знатно повећала. Мобуту је преименовао Конго у републику Заир. Такозвана „заиризација” земље средином 1970-их довела је до егзодуса страних радника и економске катастрофе. Осамдесетих година Мобутуов режим постао је синоним за лоше управљање и корупцију. Односи са Белгијом, бившом колонијалном силом, прошли су кроз низ успона и падова, одражавајући стални пад основних економских, финансијских и политичких интереса. Пошто није било опасности да земља падне у совјетске руке, западне силе су задржале неутралан став.
Након пада Совјетског Савеза и краја Хладног рата крајем 1980-их, Мобуту је изгубио подршку на Западу. Као резултат тога, 1990. одлучио је да оконча једнопартијски систем и драматично најавио повратак демократији. Али он је вукао ноге и играо своје противнике једни против других да би добио на времену. Крвава интервенција Заирске армије против студената у кампусу Универзитета Лубумбаши у мају 1990. године изазвала је прекид дипломатских односа између Белгије и Заира. Наглашено, Мобуту није био позван да присуствује сахрани краља Бодуена 1993. године, што је сматрао тешком личном увредом.
Године 1997. Мобуту је био присиљен са власти од стране побуњеничких снага на челу са Лоран-Дезиреом Кабилом, који се прогласио председником и преименовао Заир у Демократску Републику Конго. Убијеног 2001. године, Кабилу је наследио његов син Жозеф Кабила. 2006. Џозеф Кабила је потврђен за председника на првим слободним изборима у Конгу од 1960. Дана 30. јуна – 2. јула 2010. Краљ Алберт ИИ и Ив Летерм, белгијски премијер, посетили су Киншасу како би присуствовали свечаностима поводом 50. годишњице независности Конга.
Одређене праксе и традиције из колонијалног периода су преживеле у независној држави Конго. Одржава снажну централизацију и бирократску тенденцију и задржала је организациону структуру образовног система и правосуђа. Утицај Конга на Белгију манифестовао се углавном у економском смислу: кроз активности Унион Миниере (данас Умицоре), развој индустрије обојених метала и развој луке Антверпен и индустрије дијаманата. До данас је Брисел ерлајнс (наследник бивше Сабене) задржао снажно присуство у ДРЦ-у. Процењено је да је 2010. године више од 4.000 белгијских држављана живело у ДРЦ-у, а заједница Конга у Белгији имала је најмање 16.000. Четврт „Матонге” у Бриселу је традиционално жариште заједнице Конга у Белгији.

## Култура

### Музика
У популарној музици, латино музика као што је румба уведена је са Кубе 1930-их и 1940-их током колонијалне ере, а латино музика се интензивно пуштала у Белгијском Конгу. Током 1950-их, амерички џез је такође био широко прихваћен као афрички џез. Године 1956. Франко је основао ОК Џез (касније преименован у ТПОК Џез).
Џозеф Кабаселе, такође познат као Ле Гранд Калле (Велики Кале), основао је Афрички Џез. Хоусе бендови су постали популарни, а формирани су и румба цонголаисе. Марло Маши је музичар из истог доба. Популарна музика Конга еволуирала је из континенталног ритма, црквене музике, високог живота Гане и традиционалне музике Конга.

### Хисториографија
- Stanard, Matthew G. (2014). „Belgium, the Congo, and Imperial Immobility: A Singular Empire and the Historiography of the Single Analytic Field”. French Colonial History: 15—109.